# Каледжик
Каледжи́к (тур. Kalecik) — город и район в турецкой провинции Анкара. Был построен несколько тысяч лет назад на равнине и много раз успел перейти из рук в руки. В городе и вокруг него расположены исторические памятники, некоторым из которых более двух тысяч лет.
Площадь района составляет около 1300 км², население на 2020 год — приблизительно 13 тысяч человек. В регионе развита сельскохозяйственная отрасль. Каледжик также известен местным сортом винограда (тур. Kalecik Karası), который используется для производства одного из лучших красных вин Турции.

## География
Район расположен на северо-востоке провинции Анкара. В северно-западном направлении от города Каледжик расположена гора Карбасан. На севере находится гора Идрис, высота которой почти 2000 метров (вторая самая высокая гора в провинции). На востоке и юге по берегам реки Кызылырмак расположены равнины. Юго-западная часть района состоит из гористых и труднопроходимых территорий.
42 % земель пригодны для сельского хозяйства, 35 % — пастбища, 8 % — луга и 15 % — каменистые плато. В районе производят вино, поэтому половину всех посевов составляют виноградники.

## История
В ходе раскопок 1966—1967 годов выяснилось, что в регионе жили хетты. Позже господствовали галаты, которые пришли через Фракию.
После Галатского периода регион перешёл под власть Римской империи. Благодаря раскопкам в 1987 году удалось обнаружить дорогу, которая ведёт в сторону Чанкыры, построенную во времена Римской империи. Позже контроль над территорией взяла Византийская империя. У византийцев район отвоевал сельджукский полководец Баттал Гази в 1075 году.
В 1243 году после поражения от монголов при Кёсе-даге сельджуки утратили контроль над территорией, но позже его вернули.
В 1461 году район перешёл под власть Османской империи. Каледжик был коммерчески развитым центром на протяжении всей истории Османской империи, поэтому его называли «Маленьким Египтом». Кожевенное производство, медное дело и ткачество были основными ремёслами того периода.
В начале XX века Османская империя пришла к упадку и понесла большие территориальные потери. К тому времени была построена дорога Анкара—Каледжик—Чанкыры—Кастамону—Инеболу, благодаря которой стала возможной транспортировка боеприпасов в годы Войны за независимость Турции. В 1905 году в районе закончилось строительство казарм.
Город сохранял свою значимость и в период Турецкой Республики. Мустафа Кемаль Ататюрк посетил Каледжик в августе 1925 года.

## Население
| Год  | Общее  | Городское | Сельское   | Ист.   |
| ---- | ------ | --------- | ---------- | ------ |
| 1927 | 38 719 | 3 921     | 34 798     | [ 10 ] |
| 1940 | 40 456 | 3 780     | 36 676     | [ 11 ] |
| 1950 | 37 941 | 4 093     | 33 848     | [ 12 ] |
| 1960 | 27 702 | 4 112     | 23 590     | [ 13 ] |
| 1970 | 29 784 | 5 804     | 23 980     | [ 14 ] |
| 1980 | 28 446 | 5 035     | 23 411     | [ 15 ] |
| 1990 | 25 043 | 10 051    | 14 992     | [ 16 ] |
| 2000 | 24 738 | 11 965    | 12 773     | [ 17 ] |
| 2010 | 14 517 | 9 450     | 5 067      | [ 8 ]  |
| 2020 | 12 941 | 12 941    | нет данных | [ 8 ]  |

## Достопримечательности

### Городская крепость

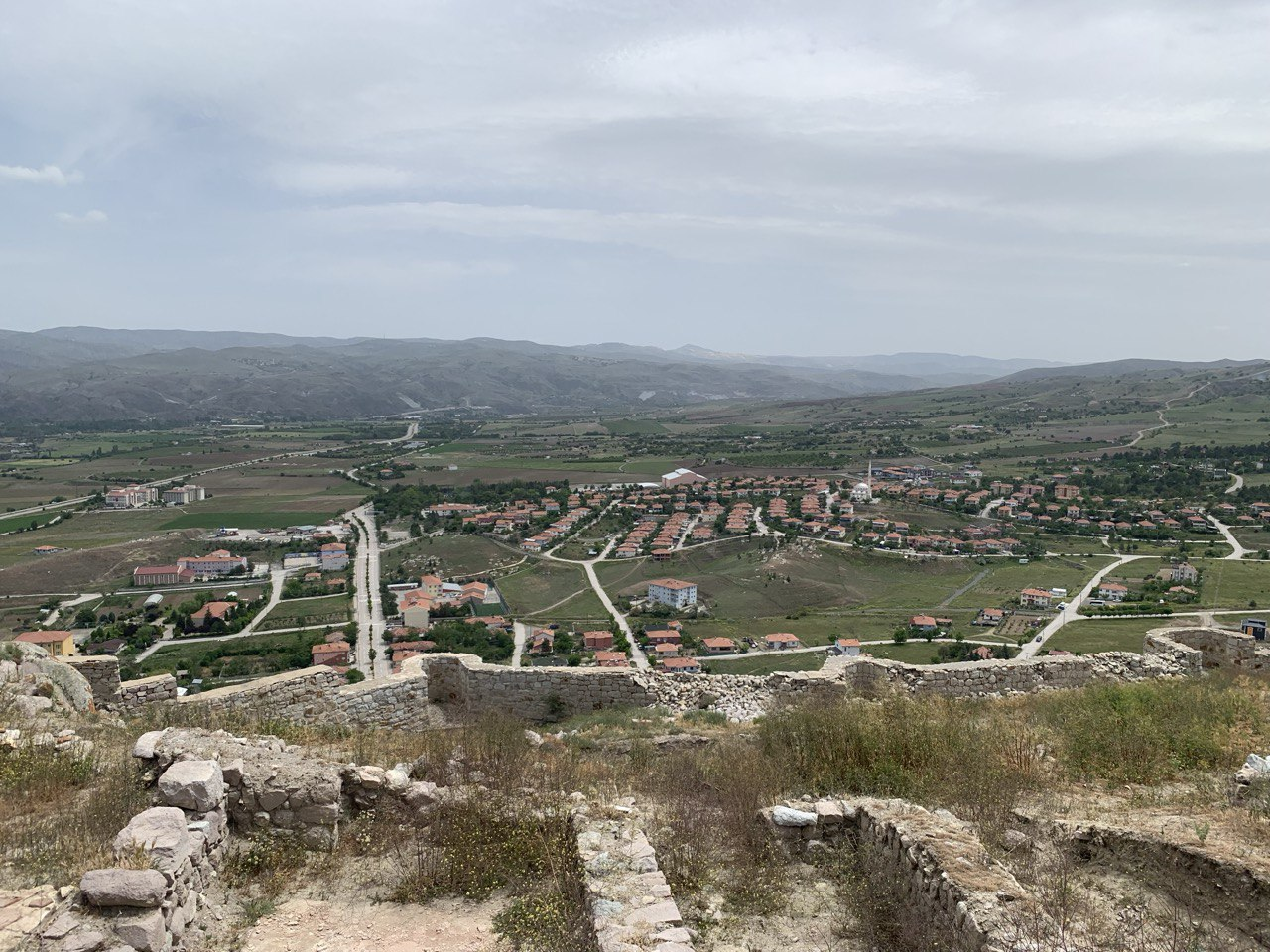
Вид на город с крепости

Крепость построена посреди города на горе высотой 150 метров. Считается, что её начали строить галаты в 275 году до н. э., а позже использовали римляне. В период Османской империи крепость была перестроена. До наших дней сохранилась лишь небольшая часть стен.
Вход — арочный, с обеих сторон стоят цилиндрические башни. Внутри крепости расположены цистерны для хранения воды, подвал, разрушенная гробница и памятник Ататюрку.
До недавнего времени крепость не реставрировалась, поэтому местные жители начали вести незаконные раскопки.

### Каледжикский мост

Каледжикский мост

В 7 км от Каледжика расположен исторический мост Девелиоглу через крупнейшую реку Турции Кызылырмак. Длина составляет 136 метров, мост имеет 7 пролётов. Точная дата постройки неизвестна, но его стиль и использование гладкого камня для постройки указывает на XIII век, эпоху Государства Сельджуков. В верхней части моста использовались необработанные камни, уложенные неровными горизонтальными рядами.
В некоторых публикациях утверждается, что османский султан Йылдырым Баязид (1389—1402) пересёк этот мост во время отступления в Анкару, после чего разрушил его, чтобы помешать войскам Тимура перейти Кызылырмак.
В XIX веке мост был отремонтирован на средства Девелиоглу, богатого жителя села Дикмен. Позднее мост был назван в его честь. Письменным свидетельством ремонта является пятистрочная надпись на одном из его камней, датированная 1858—1859 годами.
В 1967 году произошло обновление верхней части моста, следующая реставрация прошла в 1987 году. В 2021 году началась новая реставрация, которая продолжается в настоящее время.

### Мечеть Каледжик Хасбей
Мечеть построена в центре города в период XIII—XIV веков сыновьями Исфендияра. Полностью сгорела в 1962 году (уцелел только минарет) и восстановлена в 1964 году. Она представляет собой простое здание прямоугольной формы. Основание минарета и низ балкона выполнены из тесаного камня, корпус и основание — из кирпича. Деревянный конус покрыт свинцом.
Помимо Хасбея, в городе находятся ещё несколько мечетей, построенные в период XIII—XV веков.

## Экономика
Экономика района основана на сельском хозяйстве. Основные отрасли производства — виноделие, выращивание пшеницы, яблок, сахарной свёклы и других культур.

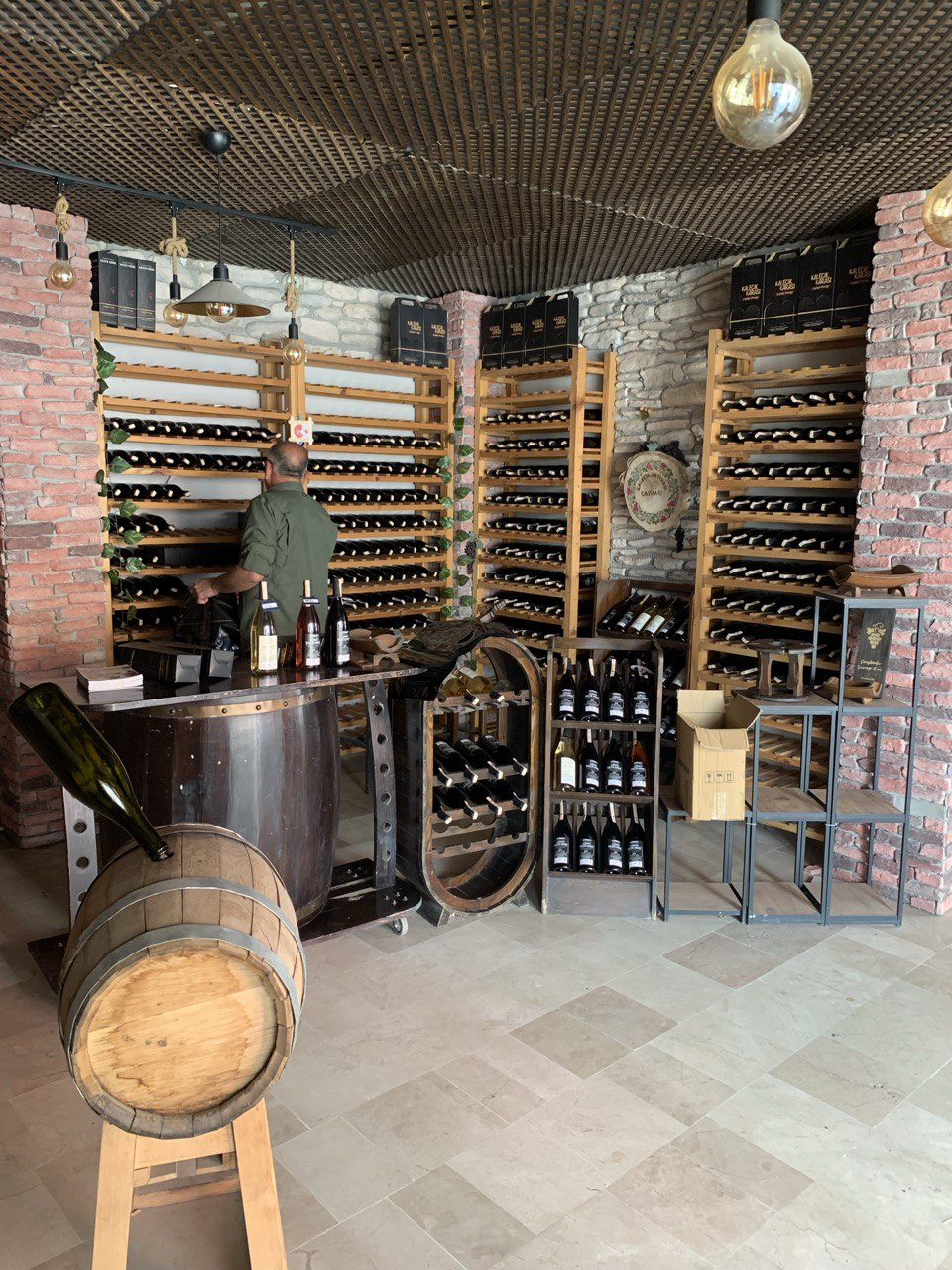
Винный магазин

### Виноделие
В Каледжике производят несколько сортов вин, которые считаются одними из самых качественных в Турции. Благодаря хорошему климату в регионе, удалось создать местный сорт (тур. Kalecik Karası) в 1989 году.
Культура виноделия в этом регионе возникла задолго до нашей эры. Каледжик был расположен на Шёлковом пути и хорошо развивался благодаря выращиванию винограда.
После того, как Турция стала республикой, иностранных виноделов в регионе становилось всё меньше. В связи с этим производство вина сокращалось, и в 1942 году компания Tekel открыла новый завод, чтобы восстановить отрасль.

### Хлеб
В Каледжике выпекают местные виды хлеба. Помимо основных ингредиентов для приготовления используются закваска и промасленный грецкий орех. Каледжикский хлеб был зарегистрирован в Ведомстве по патентам и товарным знакам Турции 6 октября 2020 года и получил географическое указание, так как для его производства используются полностью натуральные продукты.

## Галерея

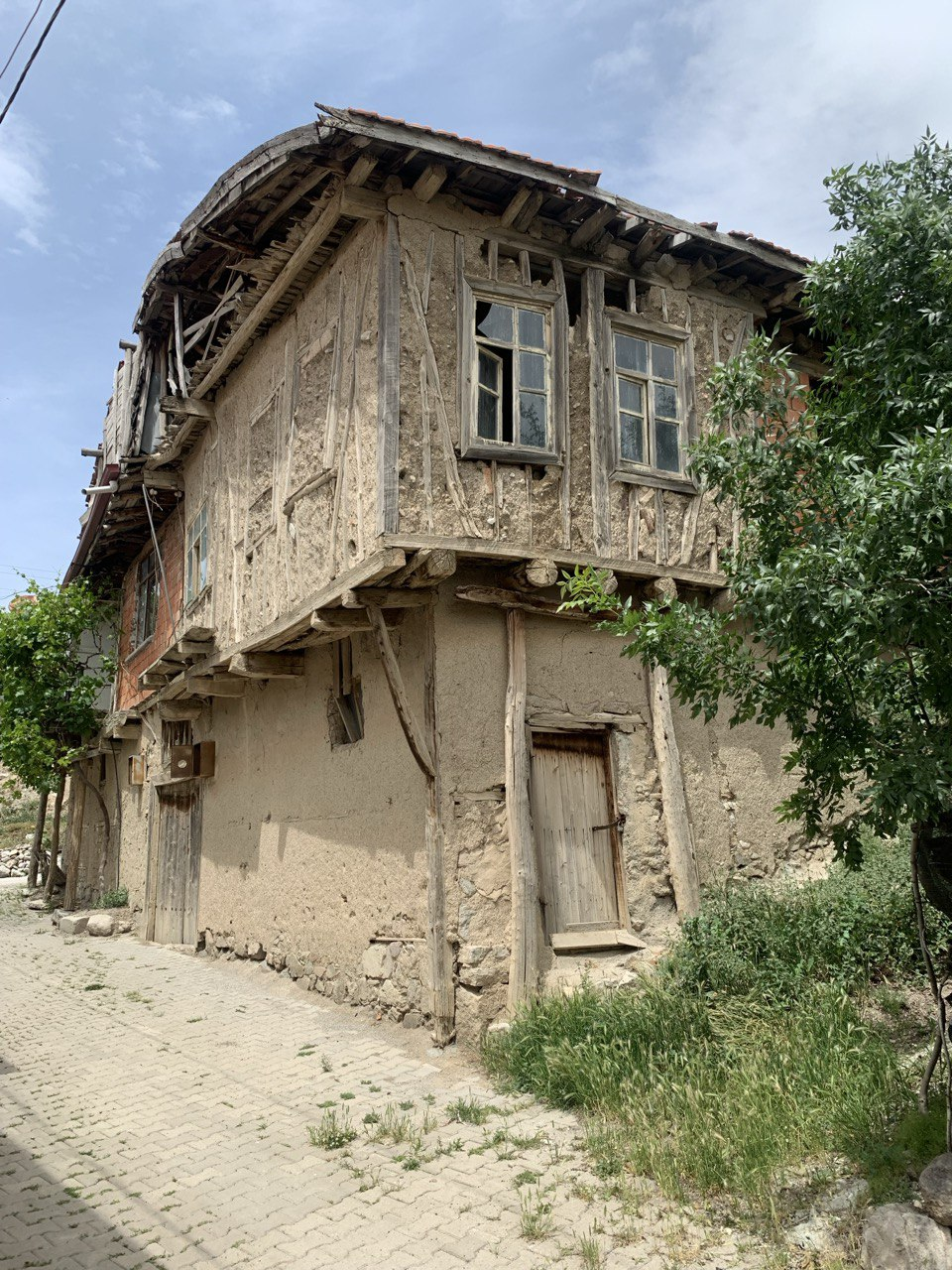
Старинный дом
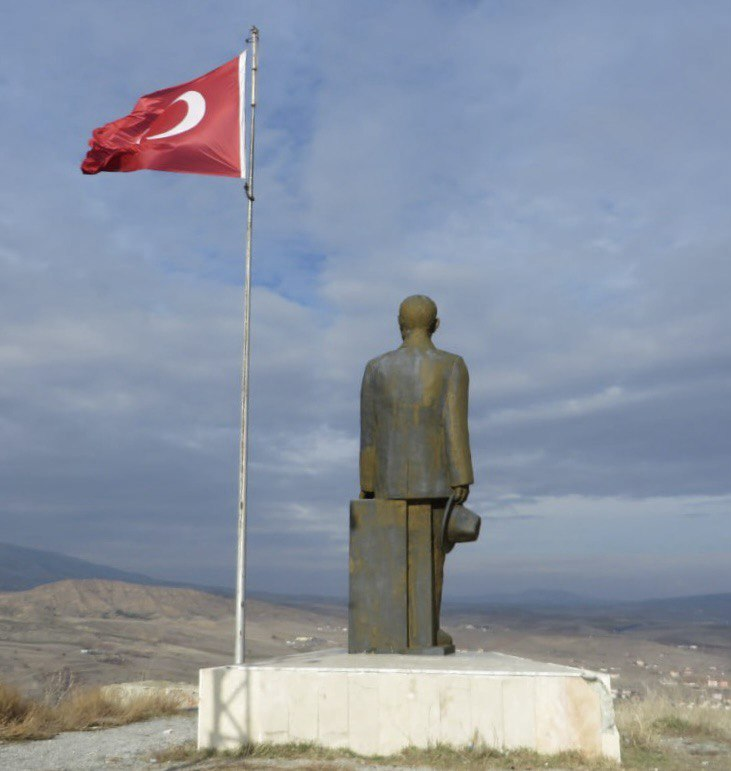
Памятник Ататюрку внутри крепости до реставрации, 2016 год

### Комментарии
1. ↑  С образованием Сулакюрта[тур.] население района Каледжик уменьшилось.
2. ↑  Сельское население не включается в таблицу с 2013 года, так как по столичному закону все сёла получили статус микрорайонов.